# بارابانکی (اوتار پرادش)
بارابانکی (به انگلیسی: Barabanki) یک منطقهٔ مسکونی در هند است که در بخش باره‌بنکی واقع شده‌است. بارابانکی ۱۴۶٬۸۳۱ نفر جمعیت دارد و ۱۲۵ متر بالاتر از سطح دریا واقع شده‌است.